# 阪尾正義
阪尾 正義（さかお まさよし）は、日本の電子情報工学者・電気工学者。大阪工業大学名誉教授。工学博士（大阪大学）。情報処理学会第53回全国大会現地実行委員会委員。
専門は、計算機科学・コンピュータビジョン・情報処理システム、半導体システム工学（特にLSI、MCM）・電気工学。

## 略歴
1958年大阪大学工学部電気工学科卒業。1960年同大学大学院工学研究科電気工学専攻修士課程修了。三菱電機中央研究所にて、主に計算機メモリのハードウェア開発設計に従事。1968年工学博士（大阪大学）。同社情報システム製作所基盤技術開発担当部長を経て、1996年大阪工業大学情報科学部に着任。2002年同学部情報メディア学科教授。2006年大阪工業大学退職、同大学名誉教授。
大阪工業大学において、1996年新設の情報科学部で特に初期の計算機科学・電子情報工学の研究・育成に貢献した。
主な所属学会は、IEEE 、電気学会、情報処理学会、計測自動制御学会、電子情報通信学会。 主な受賞は、計測自動制御学会論文賞(1967)。

## 主な著書
- 情報処理システム入門(第2版)（共著、サイエンス社1998、学術書）
- 半導体回路マニュアル（共著、オーム社1975、学術書）
- 半導体集積回路（共著、日刊工業新聞社1970、学術書）
- 集積回路応用技術（共著、工業調査会1970、学術書）
- 工業電子装置ハンドブック（共著、朝倉書店1960、学術書）

## 主な研究
- 種々の情報端末のためのメディアシステム
- 大規模並列推論計算機のためのVLSIチップセット
- フラグスキャンレジスタを用いた内蔵RAMテスト法
- コプラナ-型MCMの設計評価
- 171百万トランジスタから成るCPUチップ：D5キャッシュテスト
- 動画像における部位画像の追跡
- ユニーク色に対応した反対色型色信号変換アルゴリズム